# Warren Hughes

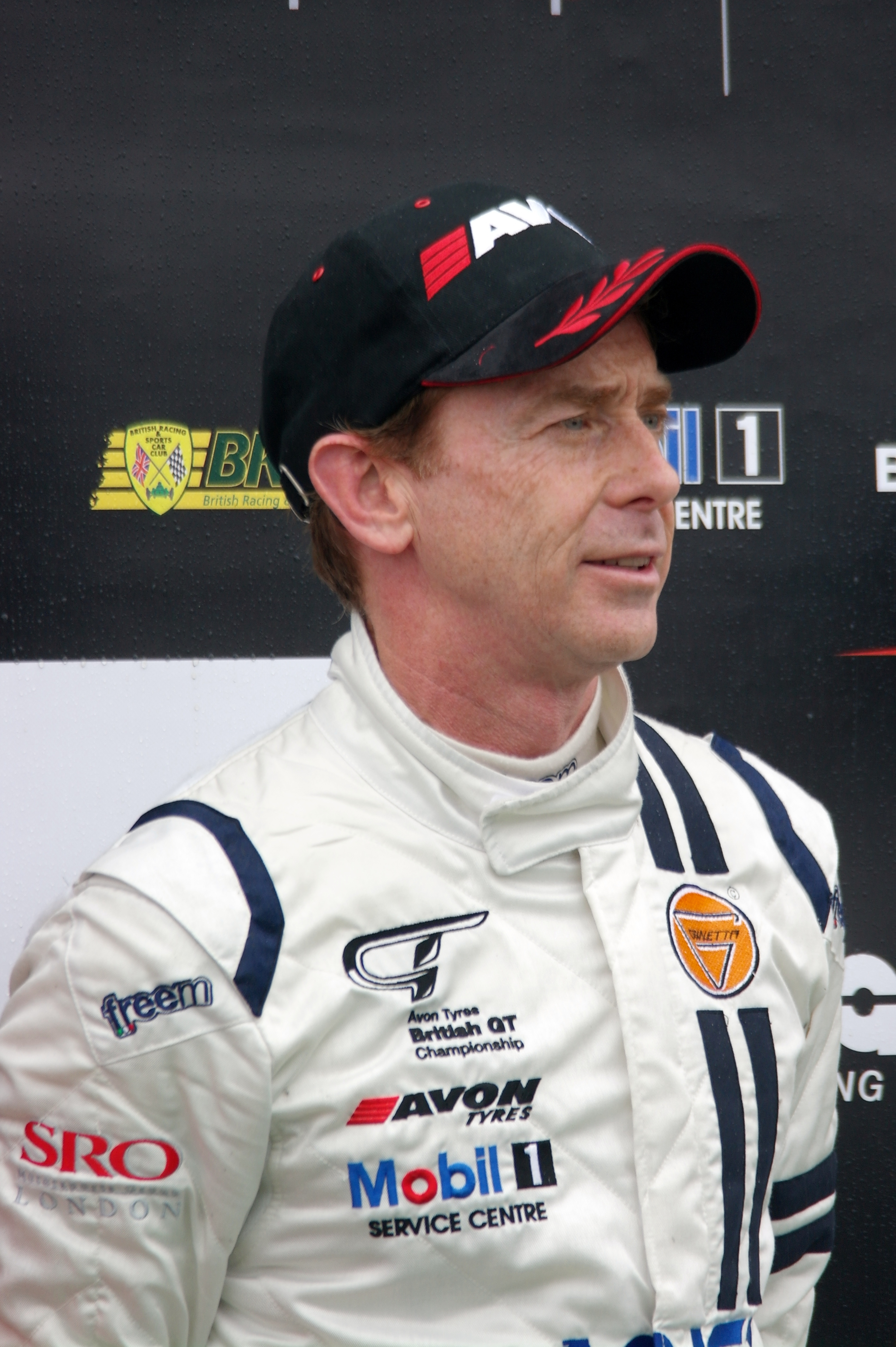
Warren Hughes 2012

Warren Hughes (* 9. Januar 1969 in Newcastle upon Tyne) ist ein britischer Autorennfahrer.

## Karriere als Rennfahrer
Warren Hughes begann seine Karriere in der Formel Ford, wo er 1991 hinter Marc Goossens den zweiten Rang im britischen Formel Ford Festival erreichte. Es folgten sechs Jahre in der Formel 3 und 1994 ein Formel-1-Testtag für das Team Lotus. Beste Platzierungen in der Formel 3 waren die vierten Meisterschaftsränge in der britischen Meisterschaft 1993 (Meister Kelvin Burt), 1995 (Meister Oliver Gavin) und 1998 (Meister Mário Haberfeld). Seine letzte Saison im Monopostosport hatte er 2000 in der italienischen Formel-3000-Meisterschaft, die er als Meisterschaftszweiter beendete.
Schon während seiner Monopostozeit startete Hughes bei Tourenwagenrennen; später kamen Einsätze im GT- und Sportwagen dazu. Er gewann 1999 den MGF Cup, eine Rennserie die mit seriennahen MG F gefahren wurde, und wechselte 2001 in die British Touring Car Championship. Vor dem Saisonstart unterschrieb er einen mehrjährigen Vertrag bei MG, der neben den Engagements im Motorsport auch die Arbeit als Test- und Entwicklungsfahrer beinhaltete.
Zweimal startete er für MG beim 24-Stunden-Rennen von Le Mans. 2002 waren die schnellen, aber defektanfälligen LMP-675-MG-Lola EX257 die härtesten Gegner der Audi R8 in Le Mans und hatten zeitweise sogar die Führung im Rennen inne. Beide Wagen – auch der EX275 von Anthony Reid, Jonny Kane und Warren Hughes – fielen im Verlauf des Rennens jedoch aus.
Nach dem Ende der Zusammenarbeit mit MG fuhr Hughes für unterschiedliche Teams vor allem in Le-Mans-Rennserien und der FIA-GT-Meisterschaft. In Le Mans gelang ihm 2005 ein Klassensieg und 2012 der Meisterschaftserfolg in der GT4-Klasse der Britischen GT-Meisterschaft. Sein guter Ruf als Testfahrer brachte ihm ein Engagement bei Embassy Racing ein, der WF01 erfüllte aber 2008 nicht die Erwartungen der Teamleitung. Ende der 2010er-Jahre zog sich Hughes weitgehend vom Rennsport zurück und ging nurmehr bei einigen nationalen Rennen an den Start.

## Statistik

### Le-Mans-Ergebnisse
| Jahr | Team                                | Fahrzeug              | Teamkollege            | Teamkollege     | Platzierung             | Ausfallgrund    |
| ---- | ----------------------------------- | --------------------- | ---------------------- | --------------- | ----------------------- | --------------- |
| 2001 | MG Sport & Racing Ltd.              | MG-Lola EX257         | Anthony Reid           | Jonny Kane      | Ausfall                 | kein Öldruck    |
| 2002 | MG Sport & Racing Ltd.              | MG-Lola EX257         | Anthony Reid           | Jonny Kane      | Ausfall                 | Getriebeschaden |
| 2005 | RML                                 | MG-Lola EX264         | Thomas Erdos           | Mike Newton     | Rang 20 und Klassensieg |                 |
| 2006 | Chamberlain-Synergy Motorsport      | Lola B05/40           | Miguel Ángel de Castro | Miguel Amaral   | Ausfall                 | Defekt          |
| 2007 | Quifel ASM Team Racing for Portugal | Lola B05/40           | Miguel Ángel de Castro | Miguel Amaral   | Ausfall                 | Unfall          |
| 2008 | Embassy Racing                      | Embassy WF01          | Joey Foster            | Jonny Kane      | Ausfall                 | Unfall          |
| 2010 | Quifel ASM Team                     | Ginetta-Zytek GZ09S/2 | Olivier Pla            | Miguel Amaral   | Rang 20                 |                 |
| 2011 | Quifel ASM Team                     | Zytek 09SC            | Olivier Pla            | Miguel Amaral   | Ausfall                 | Unfall          |
| 2012 | Murphy Prototypes                   | Oreca 03              | Jody Firth             | Brendon Hartley | Ausfall                 | Aufhängung      |

### Sebring-Ergebnisse
| Jahr | Team           | Fahrzeug  | Teamkollege | Teamkollege        | Platzierung | Ausfallgrund |
| ---- | -------------- | --------- | ----------- | ------------------ | ----------- | ------------ |
| 2005 | Team LNT Magic | TVR T400R | Jonny Kane  | Lawrence Tomlinson | Ausfall     | Motorschaden |